# Franz Scharl

Franz Scharl (Oberndorf, 5 de março de 1958) é um clérigo austríaco e bispo-auxiliar da Arquidiocese de Viena .

## Vida
Franz Scharl cresceu como filho de um fazendeiro em Obereching, Sankt Georgen bei Salzburg. De 1972 a 1977, Scharl frequentou a Federal Commercial Academy I em Salzburg-Lehen e, em seguida, completou o serviço militar em Wals-Siezenheim. A partir de 1978, ele estudou filosofia e etnologia na Universidade de Viena. Em 1982, começou a estudar teologia católica e entrou no seminário de Viena em 1986. Em 29 de junho de 1990, ele recebeu o sacramento da ordenação na Catedral de Santo Estêvão. Em seguida, ele foi inicialmente capelão na paróquia Mödling-St. Othmare mais tarde pároco na paróquia de reitor Wiener Neustadt. De 1997 a 1998, foi professor do Instituto de Filosofia da Universidade de Viena, onde obteve o doutorado em filosofia em 1995. Em 2000, Scharl foi nomeado pároco da paróquia vienense "Ressurreição de Cristo" em Margareten e em 1 de janeiro de 2001 foi eleito reitor do decano de Wieden / Margareten.
O Papa Bento XVI o nomeou em 9 de fevereiro de 2006 bispo titular de Ierafi e o nomeou bispo auxiliar na Arquidiocese de Viena. Em 23 de abril do mesmo ano recebeu a ordenação episcopal do Arcebispo Christoph Cardeal Schönborn; os co-consagradores foram o Arcebispo de Salzburgo Alois Kothgasser e o Bispo Auxiliar Helmut Krätzl. Scharl escolheu Spiritus est Deus (“Deus é Espírito”) como seu lema .
Como bispo auxiliar, foi nomeado capitular catedral do capítulo da catedral da arquidiocese de Viena e vigário episcopal para a pastoral categórica incluindo as paróquias da arquidiocese em outros idiomas.
Ele está trabalhando em uma dissertação teológica sobre Emmanuel Levinas.
Em 13 de janeiro de 2007, ele foi premiado como membro honorário da associação estudantil austríaca católica Herulia Wien no MKV, e em 19 de maio de 2009 como membro honorário da Associação da Universidade Católica Austríaca Nordgau Viena no ÖCV. Em 2017, sua paróquia de St. Georgen, perto de Salzburg, junto com Tobias Giglmayr, reitor do seminário de Salzburg, lhe concedeu o brasão de St. George.
No verão de 2020, ele foi criticado por seu não ao planejado desvio oriental de Wiener Neustadt e por seu compromisso com o uso de valiosas terras aráveis.
Na Conferência Episcopal austríaca é membro da Comissão Catequética e responsável pelas áreas da pastoral em outras línguas, Roma, Sinti e Yeniche, tráfico de pessoas e organização de ajuda “ Igreja em Necessidade ”, bem como cristãos perseguidos.